# Świętokrzyskie szlaki turystyczne

## Świętokrzyskie szlaki turystyczne

### Szlaki turystyczne Gór Świętokrzyskich

#### Główny Szlak Świętokrzyski im. Edmunda Massalskiego
- Główny szlak województwa świętokrzyskiego prowadzący z Gołoszyc do Kuźniaków o długości 105 km. Prowadzi przez Pasmo Jeleniowskie, Łysogóry, Pasmo Masłowskie i Pasmo Oblęgorskie. Przechodzi przez najwyższy szczyt Gór Świętokrzyskich: Łysicę (612 m n.p.m.), rezerwaty: Szczytniak, obszar ochrony ścisłej Świętokrzyskiego Parku Narodowego, Barania Góra i Perzowa Góra. Najciekawszymi miejscami, wartymi zobaczenia, są: Święty Krzyż oraz Święta Katarzyna.

### Szlaki turystyczne Ponidzia

#### Pińczów – Wiślica
- Szlak o długości 39 km. Prowadzi przez Garb Pińczowski oraz Nieckę Solecką, częściowo na terenie Nadnidziańskiego Parku Krajobrazowego. Przechodzi przez florystyczne rezerwaty przyrody: Pieczyska, Skorocice oraz Przęślin. Na trasie szlaku znajdują się gotyckie kościoły w Chotlu Czerwonym i Gorysławicach oraz bazylika w Wiślicy.

#### Grochowiska – Wiślica
- Szlak o długości 90,5 km. Prowadzi częściowo przez tereny Nadnidziańskiego Parku Krajobrazowego i Szanieckiego Parku Krajobrazowego. Na trasie szlaku znajdują się m.in. zabytkowe kościoły w Starym i Nowym Korczynie, Szańcu, Strożyskach, Szczaworyżu i Stopnicy; gotycka bazylika w Wiślicy, pałac Tarnowskich w Zborowie oraz uzdrowisko w Solcu-Zdroju.

### Szlaki turystyczne okolic Ostrowca Świętokrzyskiego

#### Szlak Rowerowy im. Witolda Gombrowicza
- Szlak o długości 162 km wyznaczony w 2004 roku w ramach obchodów Roku Gombrowiczowskiego. Początek i koniec usytuowany jest na rynku w Denkowie.

#### Szlak Rowerowy im. Mieczysława Radwana
- Szlak o długości 27 km biegnący na terenie Ostrowca Świętokrzyskiego i częściowo gminy Bodzechów. Początek i koniec usytuowany jest na rynku w Denkowie.

#### Szlak Rowerowy im. Mariana Raciborskiego
- Szlak o długości 27 km przebiega po terenach związanych z dzieciństwem i młodością prof. Mariana Raciborskiego. Początek trasy usytuowany jest w Bałtowie a koniec w miejscu narodzin biologa i botanika tj. w Brzóstowej.